# Miłaszka
Miłaszka – osada leśna w Polsce położona w województwie wielkopolskim, w powiecie ostrowskim, w gminie Sieroszewice.